# Nerone fatto Cesare
Nerone fatto Cesare és un dramma per musica, actualment perdut, amb música d'Antonio Vivaldi. Es va estrenar al Teatro Sant'Angelo de Venècia el 12 de febrer de 1715, durant les festivitats del carnaval. Es va representar de nou, amb moltes àries renovades, a l'Accademia de Brescia per al carnaval de 1716.

## Personatges
| Rol                    | Vocalitat              | Repartiment de l'estrena, 1715 |
| ---------------------- | ---------------------- | ------------------------------ |
| Zelto                  |                        | Florido Matteucci              |
| Seneca                 | baix                   | Antonio Francesco Carli        |
| Pallante, ministre     | contralt castrat       | Andrea Pacini                  |
| Ate, lliberta          |                        | Giovanna Ronzani               |
| Gusmano, ambaixador    | soprano castrat        | Francesco Natali               |
| Tigrane, rei d'Armènia | soprano (transvestit)  | Elisabetta Denzio              |
| Nerone, el seu fill    | contralt (transvestit) | Anna Maria Fabbri              |
| Agrippina, emperadriu  | soprano                | Margherita Gualandi            |